# Абраншиш, Энрики
Энрики Абраншиш (1932—2004) — ангольский писатель, историк и антрополог. Автор «Истории Анголы» (1965) и романов на исторические темы: «Топорик Фети», «Клан Новембрину», «Тропа войны». Писал на португальском языке.

## Биография
Выходец из Португалии, жил в Анголе с 1947 года. Был активистом  Народного движения за освобождение Анголы (МПЛА), участвовал в борьбе за независимость Анголы. За это подвергался колониальными властями арестам, в 1961 году был выслан в Португалию. В следующем (1962) году выехал в Алжир, где по поручению руководства МПЛА вместе с Пепетелой учредил в Алжире Центр ангольских исследований. С 1973 года сражался в рядах партизан в провинции Кабинда. После провозглашения Анголой независимости с 1975 года служил в генштабе правительственных вооружённых сил. В 1977 году при подавлении Мятежа «фракционеров» был включён в состав специального трибунала под председательством Энрике Каррейры. После 1978 года работал в Государственном секретариате Анголы по культуре. Также был директором ангольских музеев.